# Оновити Європу
Оновити Європу (англ. Renew Europe) — проєвропейська політична група Європейського парламенту, заснована на дев'ятий термін повноважень Європейського парламенту. Є наступником групи Альянс лібералів та демократів за Європу, яка існувала у Європейському парламенті з 2004 по 2019 рік. Оновити Європу в Європейському комитет регіонів є сестринською організацією партії «Оновити Європу».